# Temistocle (nome)
Temistocle  è un nome proprio di persona italiano maschile.

## Varianti
- Ipocoristici: Temisto

### Varianti in altre lingue
- Greco antico: Θεμιστοκλης (Themistokles)[1]
- Greco moderno: Θεμιστοκλής (Themistoklīs)
  - Ipocoristici: Θέμης (Themīs), Ντέμης (Ntemīs)

## Origine e diffusione
Deriva dal nome greco antico Θεμιστοκλης (Themistokles), latinizzato in Themistocles. È formato da θεμιστος (themistos, "della legge") oppure da θεμις (themis, "legge", "diritto", da cui anche il nome di Temi), combinato con κλεος (kleos, "gloria"), e può quindi significare quindi "gloria della legge" oppure "glorioso nella legge" o "glorioso per la sua giustizia".
È piuttosto noto per essere stato portato da Temistocle, il generale ateniese che sconfisse i persiani nella battaglia di Salamina.

## Onomastico
L'onomastico ricorre il 21 dicembre in memoria di san Temistocle di Licia, pastore di Myra martire sotto Decio o Valeriano.

## Persone

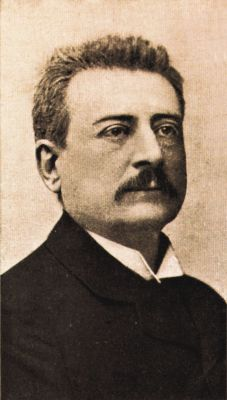
Temistocle Calzecchi Onesti

- Temistocle, politico e generale ateniese
- Temistocle Bernardi, diplomatico e politico italiano
- Temistocle Calzecchi Onesti, fisico e inventore italiano
- Temistocle Solera, librettista italiano
- Temistocle Zona, astronomo italiano

### Varianti
- Themīs Cholevas, cestista greco
- Demis Nikolaidis, calciatore greco
- Themistoklīs Sofoulīs, politico greco
- Themistocles Zammit, archeologo e storico maltese

## Il nome nelle arti
- Temistocle è il titolo di un dramma di Johann Christian Bach.